# Andrej Meszároš
Andrej Meszároš, född 13 oktober 1985 i Považská Bystrica, Tjeckoslovakien, är en slovakisk professionell ishockeyspelare som spelar som back för HK Sibir Novosibirsk i NHL. Meszároš har tidigare spelat på NHL–nivå för Ottawa Senators, Tampa Bay Lightning, Philadelphia Flyers, Boston Bruins och Buffalo Sabres. Han har också tidigare spelat på lägre nivåer för HC Dukla Trenčín i Extraliga och Vancouver Giants i WHL.
Meszároš spelade två säsonger i HC Dukla Trenčín i den slovakiska högsta ishockeyligan innan han flyttade till Nordamerika. Säsongen 2004–2005 spelade han i WHL-laget Vancouver Giants, där han gjorde 41 poäng på 59 matcher. Den följande säsongen debuterade han i NHL och Senators. Meszároš gjorde en strålande rookiesäsong, där han med sitt positionsspel och förmåga att förflytta pucken blev en av lagets bästa backar. Han spelade ofta tillsammans med landsmannen Zdeno Chára, med vilken han bildade ett både fysiskt och offensivt backpar. Meszároš gjorde 39 poäng på 82 matcher, och hade en plus/minusstatistik på +34 (tredje bäst i ligan). Meszaros ansågs vara säsongens bästa rookieback efter Dion Phaneuf i Calgary Flames. 
Meszároš andra säsong, 2006–2007, var inte lika lysande, till viss del beroende på att Chara hade flyttat till Bruins. Meszároš gjorde ändå 35 poäng, men hans plus/minusstatistik hamnade på undermåliga -15.
Säsongen 2007–2008 var hela laget svajigt, och Meszároš hade det svårt i defensiven. Dock fortsatte han att producera offensivt: 36 poäng, varav 9 mål, var hans tredje raka säsong över 30 poäng. 
Sommaren 2008 blev Meszároš restricted free agent. Förhandlingarna om ett nytt kontrakt med Senators drog ut på tiden. Meszároš ville ha omkring fem miljoner dollar i årslön, medan Senators endast ville ge 3,5 miljoner. I augusti gjorde Lightning försök att erbjuda Meszároš ett kontrakt, något som dock misslyckades. Men istället för att riskera att Meszároš fick ett kontraktserbjudande från ett annat lag, valde Senators ledning att genomföra en bytesaffär med Lightning. I slutet av augusti gick så rättigheterna för Meszároš till Lightning, och i utbyte fick Senators backarna Filip Kuba och Alexandre Picard, samt ett förstarundsval i 2009 års draft. En dag senare skrev Meszároš på ett sexårskontrakt med Lighting. 
Meszároš spelade med Slovakiens ishockeylandslag i OS 2006 i Turin. Han deltog också i VM 2004.

## Statistik

### Klubbkarriär
| 2002–2003        | HC Dukla Trenčín     | Extraliga        | 23  | 0  | 1   | 1   | 4   | —  | — | —  | —  | —  |
| 2003–2004        | HC Dukla Trenčín     | Extraliga        | 44  | 3  | 3   | 6   | 8   | 14 | 3 | 1  | 4  | 2  |
| 2004–2005        | Vancouver Giants     | WHL              | 59  | 11 | 30  | 41  | 94  | 6  | 1 | 3  | 4  | 14 |
| 2005–2006        | Ottawa Senators      | NHL              | 82  | 10 | 29  | 39  | 61  | 10 | 1 | 0  | 1  | 18 |
| 2006–2007        | Ottawa Senators      | NHL              | 82  | 7  | 28  | 35  | 102 | 20 | 1 | 6  | 7  | 12 |
| 2007–2008        | Ottawa Senators      | NHL              | 82  | 9  | 27  | 36  | 50  | 4  | 0 | 1  | 1  | 6  |
| 2008–2009        | Tampa Bay Lightning  | NHL              | 52  | 2  | 14  | 16  | 36  | —  | — | —  | —  | —  |
| 2009–2010        | Tampa Bay Lightning  | NHL              | 81  | 6  | 11  | 17  | 50  | —  | — | —  | —  | —  |
| 2010–2011        | Philadelphia Flyers  | NHL              | 81  | 8  | 24  | 32  | 42  | 11 | 2 | 4  | 6  | 8  |
| 2011–2012        | Philadelphia Flyers  | NHL              | 62  | 7  | 18  | 25  | 38  | 1  | 0 | 0  | 0  | 0  |
| 2012–2013        | Philadelphia Flyers  | NHL              | 11  | 0  | 2   | 2   | 2   | —  | — | —  | —  | —  |
| 2013–2014        | Philadelphia Flyers  | NHL              | 38  | 5  | 12  | 17  | 34  | —  | — | —  | —  | —  |
|                  | Boston Bruins        | NHL              | 14  | 2  | 3   | 5   | 6   | 4  | 0 | 2  | 2  | 2  |
| 2014–2015        | Buffalo Sabres       | NHL              | 60  | 7  | 7   | 14  | 36  | —  | — | —  | —  | —  |
| 2015–2016        | HK Sibir Novosibirsk | KHL              | 28  | 6  | 3   | 9   | 36  | 9  | 1 | 3  | 4  | 10 |
| NHL totalt       | NHL totalt           | NHL totalt       | 645 | 63 | 175 | 238 | 457 | 50 | 4 | 13 | 17 | 46 |
| Extraliga totalt | Extraliga totalt     | Extraliga totalt | 67  | 3  | 4   | 7   | 12  | 14 | 3 | 1  | 4  | 2  |
| WHL totalt       | WHL totalt           | WHL totalt       | 59  | 11 | 30  | 41  | 94  | 6  | 1 | 3  | 4  | 14 |